# (464) Мегера
(464) Мегера (др.-греч. Μέγαιρα) — астероид внешней части главного пояса, который принадлежит к тёмному спектральному классу C и входит в состав семейства Гефьён. Он был открыт 9 января 1901 года немецким астрономом Максом Вольфом в обсерватории Хайдельберг в Германии и назван в честь Мегеры, самой страшной из богинь мщения в древнегреческой мифологии.

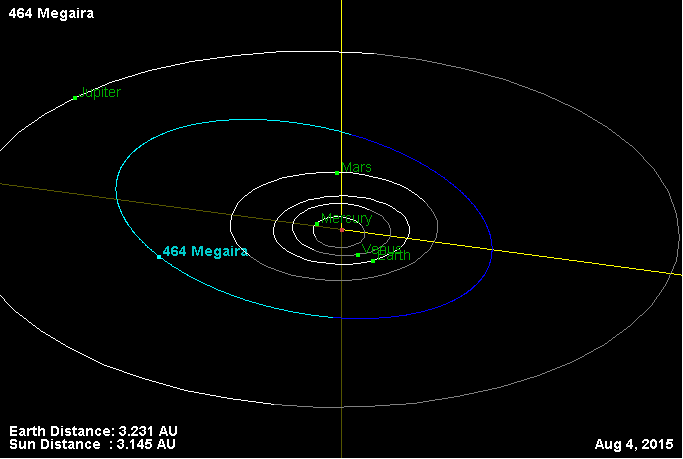
Орбита астероида Мегера и его положение в Солнечной системе